# Sega Mega Drive
Sega Mega Drive, cunoscută ca Sega Genesis în  America de Nord, este o consolă de jocuri video pe 16 de biți dezvoltată și vândută de Sega. A fost lansată pentru prima dată în anul 1988, în Japonia, sub numele de Mega Drive, urmând a fi lansată și în Statele Unite un an mai târziu, sub numele de Genesis. 
În 1990 consola a fost lansată cu numele de Mega Drive de către Virgin Mastertronic în Europa, Ozisoft în Australasia, și Tec Toy în Brazilia, unde se mai fabrică și în prezent. În Coreea de Sud a fost distribuită de Samsung, fiind cunoscută sub numele de Super Gam*Boy și mai târziu Super Aladdin Boy. Pentru a prelungi durata de viață a consolei pe piață, Sega a lansat add-on-uri precum Sega Mega-CD și Sega 32X. În România, consola a fost distribuită oficial la mijlocul anilor '90 de către Microrom.
Jocuri precum Altered Beast, Columns, Dr. Robotnik's Mean Bean Machine, Ecco the Dolphin, Golden Axe, Gunstar Heroes, Ristar, Sonic the Hedgehog și altele au fost portate pe mai multe console: PS2 și PSP (Sega Genesis Collection), Wii (Virtual Console), PS3 și Xbox 360 (Sonic's Ultimate Genesis Collection).

## Legături externe
- Mega Drive la Wayback Machine  (arhivat la 9 ianuarie 2007).